# Coco Plum Woman's Club
Coco Plum Woman's Club  es un edificio histórico ubicado en Coral Gables, Florida.  Coco Plum Woman's Club se encuentra inscrito  en el Registro Nacional de Lugares Históricos desde el 17 de junio de 2005.  Knight Construction Co. diseñó Coco Plum Woman's Club.

## Ubicación
Coco Plum Woman's Club se encuentra dentro del condado de Miami-Dade en las coordenadas 25°42′24″N 80°16′49″O / 25.706667, -80.280278.